# Голубчик, Рудольф Михайлович
Рудольф Михайлович Голубчик (11 мая 1934 - 20 марта 2013) — советский и российский учёный-металлург, специалист в области теории и технологии производства горячекатаных труб. Доктор технических наук, профессор МЭИ.

## Биография
Рудольф Михайлович Голубчик родился 11 мая 1934 года. После окончания Московского института стали и сплавов в 1957 году получил специальность "прокатка и волочение чёрных металлов". До 1962 года работал на кафедре прокатки МИСиС. После защиты там кандидатской диссертации с апреля 1962 года работал в МЭИ – ассистент, доцент, профессор кафедры технологии металлов. В 1966 году защитил докторскую диссертацию.
Скончался 20 марта 2013 года.

## Научная и преподавательская деятельность
Главные направления научной деятельности Р. М. Голубчика – теория и технология производства горячекатаных труб. Им и его учениками разработаны математические модели, позволяющие определять и оптимизировать геометрические, кинематические и деформационные параметры при циклическом формоизменении в процессах винтовой прокатки. При его непосредственном участии разработаны новые режимы прошивки заготовок из сталей с различной исходной пластичностью, калибровки валков, оправок и направляющего инструмента станов винтовой прокатки, которые успешно используются на трубных заводах России и Украины.
Р. М. Голубчик – автор двух монографий, 13 учебных и методических пособий, более 250 статей и 34 изобретений. За активную изобретательскую деятельность и успешное внедрение изобретений ему было присвоено почетное звание «Лучший изобретатель города Москвы». Также имел звание «Наставник технического творчества молодежи».
12 ноя 1986 награжден бронзовой медалью, орган награждения: Московский ордена Ленина и ордена Октябрьской Революции энергетический институт Минвуза СССР.
Под его руководством защищено несколько кандидатских диссертаций.
Являлся членом редколлегии журнала "Производство проката", членом секции "Производство труб" в журналах "Сталь" и "Черная металлургия", членом диссертационных советов при институте металлургии и материаловедения им. А.А. Байкова РАН и при МЭИ. Награжден медалями правительства СССР и РФ.